# Hans von Koppenfels
Hans Ferdinand von Koppenfels (* 25. Juni 1862 in Borna; † 15. August 1935 in Dresden) war ein sächsischer Generalmajor und Vortragender Rat im Kriegsministerium Sachsen.

## Leben und Wirken
Er stammte aus der Adelsfamilie von Koppenfels und war der Sohn des Bornaer Gerichtsrates Ferdinand von Koppenfels (1829–1893) und der Hermine Theodore von Koppenfels geborene Freiin von Gutschmid (1836–1917).
Nach dem Besuch des Gymnasiums in Bautzen begann er 1893, Rechtswissenschaften an der Universität Leipzig zu studieren. Noch im selben Jahr verließ er die Universität und trat zunächst als Kadett in den sächsischen Militärdienst ein. Nach einem Jahr an der Kadettenschule in Dresden wurde er 1884 Offizier. Seinen aktiven Dienst begann er im 1. Jäger-Bataillon Nr. 12 in Freiberg. 1897 kehrte er als Hauptmann II. Klasse von Freiberg nach Dresden zurück, wo er die Dienststelle als Platzmajor unter Generalmajor Kurt von Schmalz antrat. 1899 erfolgte seine Versetzung in das sächsische Kriegsministerium, 1900 wurde er zum Vortragenden Rat ernannt.
Nach weiteren Beförderungen nahm er nach Ausbruch des Ersten Weltkrieges 1914 als Kommandeur des Reserve-Infanterie-Regiments Nr. 107 im Dienstrang eines Oberstleutnants an den Kriegshandlungen an der Westfront teil. 1917 kehrte er als Oberst nach Dresden zurück und wurde ein Jahr später als Generalmajor z. D. in den einstweiligen und 1921 in den endgültigen Ruhestand versetzt, den er in Dresden verbrachte. Er starb im Krankenhaus der Diakonissenanstalt in Dresden.

## Familie
Er war mit der ältesten Tochter Adelheid (* 1873) des sächsischen Generalleutnants Hans von Uslar-Gleichen verheiratet.